# Pagoda Bawbawgyi
La pagoda Bawbawgyi (in birmano ဘောဘောကြီး စေတီ, Bawbawgyi Paya) è uno stupa buddista birmano, una delle architetture buddiste più antiche nella storia del Myanmar, situata a sud dei bastioni della zona archeologica di Sri Ksetra, a nord della città di Pyay. Si tratta di una struttura circolare in mattoni, elevata su una terrazza ad un'altezza di circa 46 m, considerata il reperto meglio conservato del sito archeologico dell'epoca Pyu nonché l'attrazione più significativa di Thayekhittaya.

## Storia
Lo stupa fu costruito all'epoca delle città-stato Pyu, tra il V e il VI secolo, e si mantiene in condizioni strutturali eccellenti, considerando che è sopravvissuto a un considerevole numero di terremoti intensi nel corso dei secoli. La storia antica della pagoda è ignota, dal momento che non sono state rinvenute iscrizioni lapidee al riguardo. Con la caduta di Sri Ksetra a metà del IX secolo, il re Anawrahta rimosse dallo stupa la reliquia custodita all'interno, che fu trasportata nella capitale Bagan. Al suo posto lasciò numerose tavolette votive.

## Descrizione
La pagoda Bawbawgyi ha una larga struttura cilindrica, con in cima un timpano conico, coronato da un hti ("ombrello") dorato che riporta alcuni danni. L'edificio nel complesso è alto 46 metri e comprende: cinque terrazze (8 m); il corpo cilindrico (22,3 m); il timpano conico (7,3 m); l'amalaka (1,53 m); il hti (7,5 m).
Come alcuni di stupa di Bagan, il corpo principale della pagoda comprende una lunga sezione cava, con un diametro di 3,1 m e un'altezza di 24,3 metri.
La forma viene spesso paragonata a quella allo stupa Dhamek di Sarnath in India.